# جيل رويسين
جيل رويسين (18 يونيو 1994 برنز في بلجيكا - ) هو لاعب كرة قدم بلجيكي في مركز الدفاع. شارك مع منتخب بلجيكا تحت 19 سنة لكرة القدم. أما مع النوادي، فقد لعب مع نادي غينت ونادي فيسترلو.

## وصلات خارجية
- جيل رويسين على موقع الاتحاد الأوربي (الإنجليزية)
- جيل رويسين على موقع الاتحاد البلجيكي (الإنجليزية)
- جيل رويسين على موقع قاعدة بيانات كرة القدم.إي يو (الإنجليزية)
- جيل رويسين على موقع Soccerway.com (الإنجليزية)
- جيل رويسين على موقع عالم كرة القدم.نت (الإنجليزية)